# RTC Real-Time Center
RTC Real-Time Center AG mit Sitz in Köniz war ein Schweizer IT-Dienstleister. Das 1973 gegründete Unternehmen war auf IT und Software für Banken und andere Finanzdienstleister spezialisiert, zu seinen Produkten zählte die Bankenplattform Ibis.
Das Unternehmen beschäftigte rund 500 Mitarbeiter und erwirtschaftete 2008 einen Umsatz von 260,6 Millionen Schweizer Franken.
Im Zuge der Zeit wechselten viele Banken zu Finnova oder Avaloq, so auch die Migros Bank, Clariant oder diverse Kantonalbanken.
Im Mai 2010 gab das Unternehmen bekannt, mit Hewlett-Packard einen Servicevertrag zur Erstellung eines Banking Service Center abgeschlossen zu haben. Das in der Schweiz in Bern-Liebefeld tätige HP BSC besorgte damit ab Frühling 2010 die Anwendungsentwicklung und das Management der Software IBIS3G.
Die Firma wurde 2018 aufgelöst, da die Rechte an IBIS an HP BSC bzw. DXC Technology übertragen wurden. IBIS wird fast ausschliesslich nur noch von der BEKB verwendet.